# Białogóry
Białogóry – wieś w Polsce położona w województwie podlaskim, w powiecie sejneńskim, w gminie Giby.
| SIMC    | Nazwa  | Rodzaj    |
| ------- | ------ | --------- |
| 1011342 | Kimsza | część wsi |

## Historia
W 1921 roku wieś liczyła 25 domów i 133 mieszkańców, w tym 81 staroobrzędowców i 52 katolików.
W latach 1975–1998 miejscowość administracyjnie należała do województwa suwalskiego.

## Zabytki
We wsi zachował się zabytkowy cmentarz staroobrzędowców. Pierszwe dokumenty świadczące o jego istnieniu pochodzą z 1863 r., natomiast ostatni pochówek odbył się na nim w 1946 r. W sierpniu 2020 r. doszło do poważnej dewastacji cmentarza oraz profanacji grobów osób na nim pochowanych.